# Апостольська адміністратура Південної Албанії
Апостольська адміністратура Південної Албанії (лат. Administratio Apostolica Albaniae Meridionalis) — апостольська адміністратура Албанської греко-католицької церкви з центром в місті Фієрі, Албанія. Апостольська адміністратура Південної Албанії входить в митрополію Тирани-Дурреса. Апостольська адміністратур Південної Албанії об'єднує католиків латинського та східного обрядів, які проживають в південній частині Албанії.

## Історія
11 листопада 1939 Римський папа Пій XII видав буллу Inter regiones, якою заснував апостольську адміністратуру Південної Албанії, виділивши її з архиєпархії Дурреса. В цей же день апостольська адміністратура Південної Албанії увійшла в митрополію Шкодера-Пулта.
25 січня 2005 року апостольська адміністратура Південної Албанії увійшла в митрополію Тирани-Дурреса.